# Oropesa (Cusco)
Oropesa (antiguamente denominada «Villa rica de Oropesa») es una localidad peruana ubicada en la región Cuzco, provincia de Quispicanchi, distrito de Oropesa. Es asimismo capital del distrito de Oropesa. Se encuentra a una altitud de 3110 m s. n. m. Tiene una población de 2516 habitantes en 1993.

 Es conocido por la elaboración de panes. Se encuentra a 21 km de la ciudad del Cusco.
Fue fundada el 4 de agosto de 1571 en el valle de Seclla por Francisco de Angulo bajo la orden del virrey del Perú Francisco de Toledo con el nombre de «Pueblo Rico de Oropesa» (en referencia al marquesado de Oropesa de Santiago). En 1581, tras una gestión de los mineros encabezada por Juan de Sotomayor, el virrey, mediante provisión firmada el 30 de marzo de 1581, le concedió el título de «villa», por lo que su nombre pasó a ser «Villa Rica de Oropesa».

## Clima
| Parámetros climáticos promedio de Oropesa | Parámetros climáticos promedio de Oropesa | Parámetros climáticos promedio de Oropesa | Parámetros climáticos promedio de Oropesa | Parámetros climáticos promedio de Oropesa | Parámetros climáticos promedio de Oropesa | Parámetros climáticos promedio de Oropesa | Parámetros climáticos promedio de Oropesa | Parámetros climáticos promedio de Oropesa | Parámetros climáticos promedio de Oropesa | Parámetros climáticos promedio de Oropesa | Parámetros climáticos promedio de Oropesa | Parámetros climáticos promedio de Oropesa | Parámetros climáticos promedio de Oropesa |
| Mes                                       | Ene.                                      | Feb.                                      | Mar.                                      | Abr.                                      | May.                                      | Jun.                                      | Jul.                                      | Ago.                                      | Sep.                                      | Oct.                                      | Nov.                                      | Dic.                                      | Anual                                     |
| ----------------------------------------- | ----------------------------------------- | ----------------------------------------- | ----------------------------------------- | ----------------------------------------- | ----------------------------------------- | ----------------------------------------- | ----------------------------------------- | ----------------------------------------- | ----------------------------------------- | ----------------------------------------- | ----------------------------------------- | ----------------------------------------- | ----------------------------------------- |
| Temp. media (°C)                          | 13.2                                      | 13.2                                      | 13.5                                      | 12.7                                      | 11.5                                      | 10.3                                      | 10.1                                      | 11.1                                      | 12.4                                      | 13.6                                      | 13.6                                      | 13.2                                      | 12.4                                      |
| Temp. mín. media (°C)                     | 6.8                                       | 7                                         | 7                                         | 5.3                                       | 3.1                                       | 1                                         | 0.9                                       | 1.8                                       | 4.4                                       | 5.8                                       | 6.2                                       | 6.6                                       | 4.7                                       |
| Fuente: climate-data.org                  |                                           |                                           |                                           |                                           |                                           |                                           |                                           |                                           |                                           |                                           |                                           |                                           |                                           |